# Каменномост
Каменномост (кар. Ташкёпюр эль) — аул в Карачаевском районе Карачаево-Черкесии Российской Федерации.
На севере примыкает к райцентру — городу Карачаевску.
Образует муниципальное образование Каменномостское сельское поселение как единственный населённый пункт в его составе.

## История

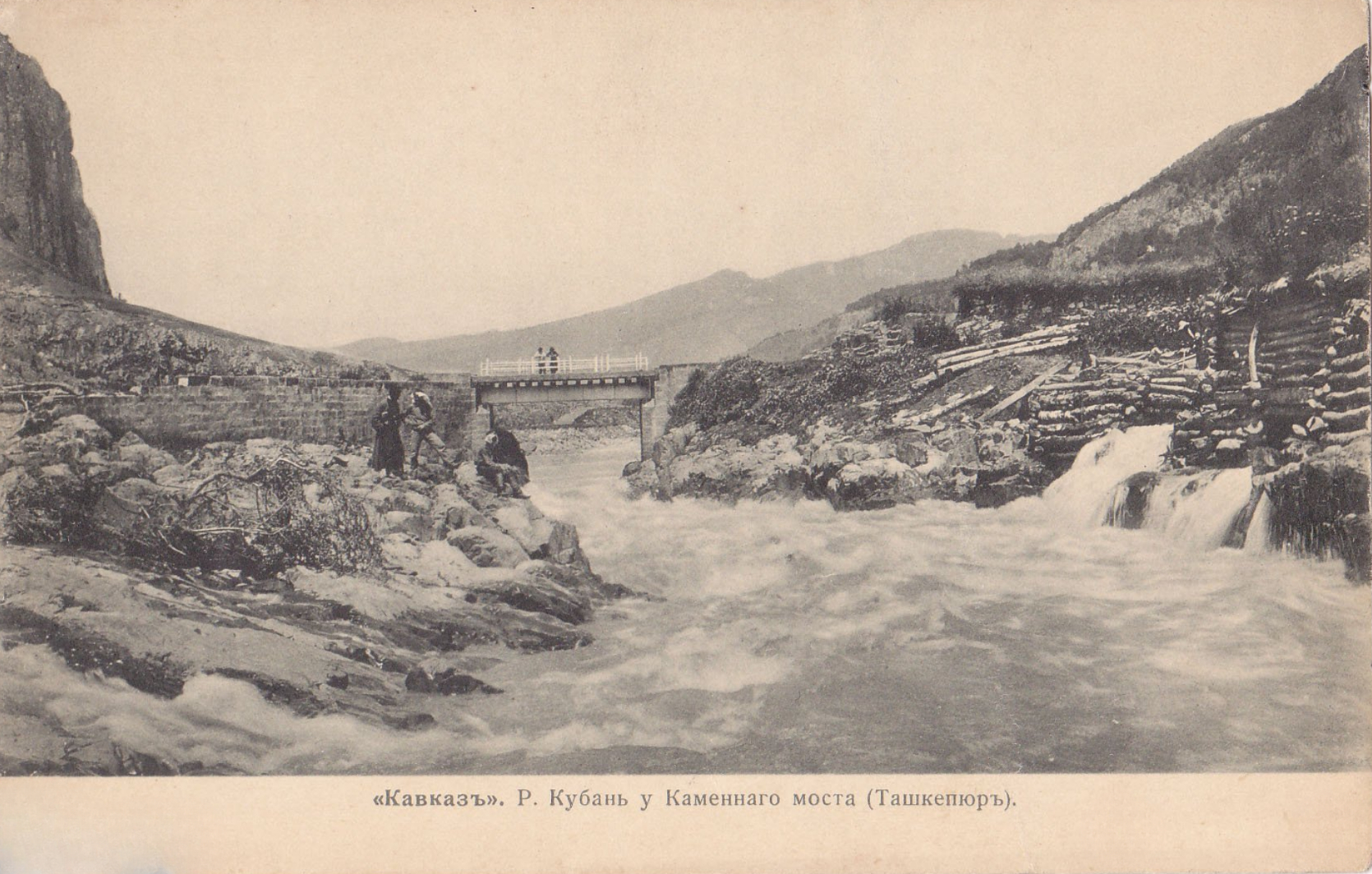
Река Кубань у Каменного моста, Ташкепюр. Фото начала XX века

Основан в 1870 году. Первое упоминание об ауле «Ташкепюр эль» можно встретить в книге исследователя Кавказа П. Г. Будкова «Материалы новой истории Кавказа с 1722 по 1803 гг.», изданной в 1859 году в Санкт-Петербурге. «Таш-Кепюр» в переводе на русский язык — «Каменный-мост» вошел в статистическую отчетность Российской Империи в 1870 году.
В 1957 году указом Президиума Верховного Совета РСФСР село Ахалшени переименовано аул Каменномостский.
Археологические раскопки, производимые здесь многими этнографами и археологами (в частности И. Шаманова в статье «Таш-Кепюр», древний аул Карачая) подтверждают что, жизнь здесь кипела ещё с V-VI веков. Найденные на территории Каменномостского СП археологические материалы в виде ожерелья, сережек, оружия, посуды и многих памятников подтверждают культурное наследие знаменитых алан и булгар. В течение разных столетии жизнь здесь зарождалась и прерывалась.

## Население
| 2002  | 2010  | 2012  | 2013  | 2014  | 2015  | 2016  |
| ----- | ----- | ----- | ----- | ----- | ----- | ----- |
| 2846  | ↗3174 | ↗3252 | ↗3432 | ↗3448 | ↘3420 | ↘3362 |
| 2017  | 2018  | 2019  | 2020  | 2021  | 2023  | 2024  |
| ↘3351 | ↘3349 | ↘3344 | ↘3331 | ↘3274 | ↗3284 | ↘3224 |
| 2025  |       |       |       |       |       |       |
| ↘3223 |       |       |       |       |       |       |

## Известные уроженцы, жители
- Кагиева Назифа Магометовна — карачаево-балкарская писательница, кандидат филологических наук, член Союза писателей СССР, член Союза журналистов СССР.
- Курджиев Курман-Али Алиевич — председатель Исполнительного комитета Областного Совета Карачаевской автономной области[19]
- Узденов Дугербий Танаевич — Герой России, бывший командир партизанского отряда, действовавшего на территории Ровенской области Украины[20]